# Antti Rinne
Antti Rinne (Helsínquia, 3 de novembro de 1962) é um político finlandês do Partido Social Democrata. 
Foi primeiro-ministro da Finlândia em 2019.
É líder do partido desde 2014. 
Foi ministro das Finanças em 2014-2015, no Governo Katainen e no Governo Stubb.

## Biografia
Rinne é advogado, bacharel em em Direito pela Universidade de Helsinque. Ele atuou como presidente do Sindicato dos Profissionais do Setor Privado (ERTO) de 2002 a 2005, do Sindicato dos Empregados Assalariados de 2005 a 2010 e do Sindicato Pro de 2010 a 2014.
Sua atuação como militante e organizador de diversas greves levaram-no a ser chamado de gângster sindical.

### Vida Pessoal
Ele tem quatro filhos e três netos.